# دانشگاه آزاد اسلامی واحد مرودشت
دانشگاه آزاد اسلامی واحد مرودشت، یکی از واحدهای جامع دانشگاه آزاد اسلامی در شهر مرودشت است. این دانشگاه در رتبه‌بندی وبومتریکس ۲۰۲۰ دومین واحد دانشگاه آزاد برتر استان فارس (پس از شیراز) و دارای رشته‌های کاردانی، کارشناسی، کارشناسی ارشد و دکترای تخصصی در گروه‌های مختلف فنی و مهندسی، کشاورزی، علوم پایه، علوم انسانی، علوم تربیتی و روانشناسی است و یکی از بزرگترین واحدهای دانشگاه آزاد اسلامی در جنوب کشور به‌شمار می‌رود. این دانشگاه در سال ۱۳۶۹ تأسیس شد و هم‌اکنون دارای بیش از ۱۵۰ آزمایشگاه تخصصی، یازده مجله علمی پژوهشی مصوب وزارت علوم تحقیقات و فناوری، ۶ شرکت دانش‌بنیان و ۵ مرکز تحقیقات است و دارنده رتبه ۱۰ در رتبه‌بندی بین‌المللی وبومتریک در بین دانشگاه‌های آزاد سراسر کشور و رتبه اول فعالیت‌های پژوهشی و تولید علم در بین دانشگاه آزاد اسلامی جنوب کشور در سال ۱۳۹۵ است.

## دانشکده‌ها
- دانشکده کشاورزی
- دانشکده علوم پایه
- دانشکده علوم انسانی
- دانشکده فنی و مهندسی
- دانشکده علوم تربیتی و روانشناسی[۱۲]